# Arroyo Pablo Pérez
Pablo Pérez, o como también se lo conoce, como arroyo Pablo Páez, es un curso fluvial al oeste del departamento de Cerro Largo. 
Nace en la cuchilla Grande al sudoeste de Tupambaé y posee 65 km de curso sobre las serranías del este (curso superior) y la penillanura sedimentaria (curso medio e inferior). 
Desemboca en el arroyo Cordobés, atravesando un área ganadera extensiva mixta.